# Selaginella asperula
Selaginella asperula är en mosslummerväxtart som beskrevs av Antoine Frédéric Spring. Selaginella asperula ingår i släktet mosslumrar, och familjen mosslummerväxter. Inga underarter finns listade i Catalogue of Life.